# Osmaans (taal)

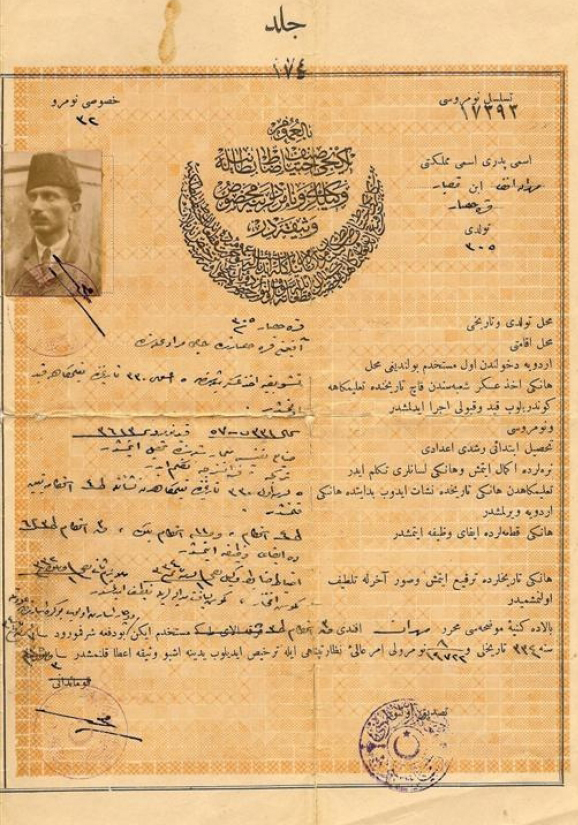
Ottomaans legerdossier

Het Osmaans of Ottomaans-Turks was een variant van het Turks die in het Ottomaanse Rijk werd gebruikt. De taal was vooral voor administratief en literair gebruik en bevatte veel leenwoorden uit het Perzisch, dat op zijn beurt weer veel uit het Arabisch heeft overgenomen.

## Taalhervorming
De vervanging van het Osmaans door het moderne Turks voor officiële doeleinden kadert in de Osmaanse nederlaag in de Eerste Wereldoorlog, die leidde tot de stichting van de Turkse Republiek in 1923. In het kader van zijn verstrekkende politieke hervormingen voerde president Atatürk in 1928 ook een schrifthervorming door, die het tot dan toe gebruikte Perzisch alfabet (Arabische alfabet) door het Latijnse alfabet verving. In de jaren 1930 werd het Turkse Taalinstituut (Türk Dil Kurumu, TDK) gesticht, dat onder meer als taak had de talrijke Arabische en Perzische leenwoorden uit het Turks te verwijderen en de Turkse volkstaal te bevorderen. Vele Arabische en Perzische leenwoorden zijn echter in gebruik gebleven naast hun Turkse synoniemen. Onderstaande tabel geeft enkele voorbeelden.
| Osmaans leenwoord | Osmaans leenwoord | Modern Turks equivalent | Nederlandse vertaling | Oorsprong van de ontlening | Oorsprong van de ontlening | Oorsprong van de ontlening | Oorsprong van de ontlening |
| Osmaans leenwoord | Osmaans leenwoord | Modern Turks equivalent | Nederlandse vertaling | Arabisch                   | Arabisch                   | Perzisch                   | Perzisch                   |
| ----------------- | ----------------- | ----------------------- | --------------------- | -------------------------- | -------------------------- | -------------------------- | -------------------------- |
| واجب              | vâcib             | zorunlu                 | nodig, vereist        | واجب                       | wāǧib                      | —                          | —                          |
| مشکل              | müşkül            | güç, zor, çetin         | probleem              | مشكلة                      | muškilah                   | —                          | —                          |
| شهر               | şehir             | kent, şehir             | stad                  | —                          | —                          | شهر                        | šahr                       |

Het laatste voorbeeld toont overigens aan dat de taalhervorming soms paradoxale resultaten opleverde. Zo is kent weliswaar een woord dat al in het Oudturks gebruikt werd en dus "oer-Turks" is, maar ook in het Oudturks was kent al een leenwoord uit de Sogdische taal. Lang vóór de komst van de eerste Turken is het woord al betuigd in plaatsnamen zoals Marakanda (= Samarkand, in het huidige Oezbekistan). Het Oudturks had weliswaar ook een eigen woord voor "stad", namelijk balïq, maar dit woord overnemen zou een storende homonymie opgeleverd hebben met het gewone Turkse woord balık, dat "vis" betekent.

## Schriftsysteem

### Alfabet
Het Osmaans werd met het Arabische alfabet (الفبا elifbâ) geschreven. Hieraan werden vier door de Perzen ingevoerde letters toegevoegd: ﭖ pe, ﭺ çim, ﮒ gef en ﮊ je. De letter ﯓ ñef werd door de Osmanen zelf ingevoerd. De letters ﮒ gef en ﯓ ñef komen amper in handschriften en eerder zelden in gedrukte teksten voor, aangezien in het eerste geval het diakritische balkje en in het tweede geval de diakritische puntjes vaak weggelaten werden. Ten slotte komt de ﮊ je alleen voor in vreemde woorden, zoals اژدر ejder ("draak") of ژورنال jurnal ("tijdschrift").
| Geïsoleerd | Aan het eind | In het midden | Aan het begin | Naam                                                         | DMG        | EI2     | İA         | Modern Turks | Getalwaarde |
| ---------- | ------------ | ------------- | ------------- | ------------------------------------------------------------ | ---------- | ------- | ---------- | ------------ | ----------- |
| ا          | ـا           | ـا            | ا             | elif                                                         | ʾ / ā      | ʾ / ā   | ʾ / ā      | e, a         | 1           |
| ب          | ـب           | ـبـ           | بـ            | be                                                           | b          | b       | b          | b, p         | 2           |
| پ          | ـپ           | ـپـ           | پـ            | pe                                                           | p          | p       | p          | p            | –           |
| ت          | ـت           | ـتـ           | تـ            | te                                                           | t          | t       | t          | t            | 400         |
| ث          | ـث           | ـثـ           | ثـ            | s̲e                                                           | ṯ , s      | th      | s          | s            | 500         |
| ج          | ـج           | ـجـ           | جـ            | cīm                                                          | ǧ          | dj      | c          | c, ç         | 3           |
| چ          | ـچ           | ـچـ           | چـ            | çīm (als in het Engelse charter)                             | č          | č       | ç          | ç            | –           |
| ح          | ـح           | ـحـ           | حـ            | ḥāʾ                                                          | ḥ          | ḥ       | ḥ          | h            | 8           |
| خ          | ـخ           | ـخـ           | خـ            | ḫı                                                           | ḫ          | kh      | ḫ          | h            | 600         |
| د          | ـد           | ـد            | د             | dāl                                                          | d          | d       | d          | d, t         | 4           |
| ذ          | ـذ           | ـذ            | ذ             | ẕāl                                                          | ḏ , ẕ      | dh      | ẕ          | z            | 700         |
| ر          | ـر           | ـر            | ر             | re                                                           | r          | r       | r          | r            | 200         |
| ز          | ـز           | ـز            | ز             | ze                                                           | z          | z       | z          | z            | 7           |
| ژ          | ـژ           | ـژ            | ژ             | je (als in het Franse jardin)                                | ž          | zh      | j          | j            | –           |
| س          | ـس           | ـسـ           | سـ            | sīn                                                          | s          | s       | s          | s            | 60          |
| ش          | ـش           | ـشـ           | شـ            | şīn                                                          | š          | sh      | ş          | ş            | 300         |
| ص          | ـص           | ـصـ           | صـ            | ṣād                                                          | ṣ , s      | ṣ       | ṣ          | s            | 90          |
| ض          | ـض           | ـضـ           | ضـ            | żād                                                          | ḍ , ż      | ḍ       | ż          | d, z         | 800         |
| ط          | ـط           | ـطـ           | طـ            | ṭāʾ                                                          | ṭ , t , d  | ṭ       | ṭ          | t, d         | 9           |
| ظ          | ـظ           | ـظـ           | ظـ            | ẓāʾ                                                          | ẓ          | ẓ       | ẓ          | z            | 900         |
| ع          | ـع           | ـعـ           | عـ            | ʿayn                                                         | ʿ          | ʿ       | ʿ          | –            | 70          |
| غ          | ـغ           | ـغـ           | غـ            | ġayn                                                         | ġ          | gh      | ġ          | g, ğ         | 1000        |
| ف          | ـف           | ـفـ           | فـ            | fe                                                           | f          | f       | f          | f            | 80          |
| ق          | ـق           | ـقـ           | قـ            | ḳāf                                                          | q          | ḳ       | ḳ          | k            | 100         |
| ك          | ـك           | ـكـ           | كـ            | kef                                                          | k, g, ŋ, j | k, g, ñ | k, g, ñ, ğ | k, g, n, ğ   | 20          |
| گ          | ـگ           | ـگـ           | گـ            | gef, kāf-ı fārsī (yağmur wordt yâmur)                        | g          | g       | g          | g, ğ         | –           |
| ڭ          | ـڭ           | ـڭـ           | ڭـ            | ñef, kāf-ı nūnī, sağır kef (als in het Nederlandse spelling) | ŋ          | ñ       | ñ          | n            | –           |
| ل          | ـل           | ـلـ           | لـ            | lām                                                          | l          | l       | l          | l            | 30          |
| م          | ـم           | ـمـ           | مـ            | mīm                                                          | m          | m       | m          | m            | 40          |
| ن          | ـن           | ـنـ           | نـ            | nūn                                                          | n          | n       | n          | n            | 50          |
| و          | ـو           | ـو            | و             | vāv                                                          | w          | w       | v          | v            | 6           |
| ه          | ـه           | ـهـ           | هـ            | he                                                           | h          | h       | h          | h            | 5           |
| ی          | ـی           | ـیـ           | یـ            | ye                                                           | y          | y       | y          | y            | 10          |

### Getallen
Getallen werden met Arabisch-Indische cijfers geschreven, in tegenstelling tot de letters in dezelfde richting als in het Nederlands.
| Getal | Osmaans | Osmaans | Modern Turks | Nederlands |
| ----- | ------- | ------- | ------------ | ---------- |
| ۰     | صفر     | ṣıfır   | sıfır        | nul        |
| ۱     | بر      | bir     | bir          | één        |
| ۲     | ايكى    | iki     | iki          | twee       |
| ۳     | اوچ     | üç      | üç           | drie       |
| ٤     | دورت    | dört    | dört         | vier       |
| ٥     | بش      | beş     | beş          | vijf       |
| ٦     | آلتى    | altı    | altı         | zes        |
| ٧     | يدى     | yedi    | yedi         | zeven      |
| ٨     | سكز     | sekiz   | sekiz        | acht       |
| ٩     | طقوز    | ṭoḳuz   | dokuz        | negen      |
| ۱۰    | اون     | on      | on           | tien       |